# Grandpré (Grandpré)
Grandpré ist eine Ortschaft und eine ehemalige französische Gemeinde mit 385 Einwohnern (Stand 1. Januar 2022) im Département Ardennes in der Region Grand Est. Sie gehört zum Arrondissement Vouziers und zum Kanton Attigny.
Mit Wirkung vom 1. Januar 2016 wurde Grandpré mit der Gemeinde Termes fusioniert, wodurch die gleichnamige Commune nouvelle von Grandpré gebildet wurde. Die ehemaligen Gemeinden verfügen in der neuen Gemeinde über den Status einer Commune déléguée.

## Lage
Der Ort Grandpré liegt rund 60 Kilometer nordöstlich vom Stadtzentrum von Reims entfernt am rechten Ufer der Aire. Nachbarorte sind:
- Beffu-et-le-Morthomme im Nordosten,
- Champigneuille im Osten
- Saint-Juvin und Chevières im Südosten
- Senuc im Süden,
- Termes und Mouron im Südwesten,
- Olizy-Primat im Westen und
- Longwé im Nordwesten.

## Geschichte
Grandpré ist seit Alters her für seinen Jahrmarkt bekannt. Im Juni 1791, während Ludwig XVI. mit seiner Familie auf der Flucht nach Varennes war, gaben sich sowohl königstreue Soldaten als auch Gruppen der republikanischen Verfolger als Jahrmarkt-Besucher auf dem Weg nach Grandpré aus, um ihre nächtliche Anwesenheit im Raum von Châlons-sur-Marne erklären zu können.
Ein Jahr später sperrte während des ersten Koalitionskriegs eine republikanische Armee unter Dumouriez im Dorf Saint-Juvin bei Grandpré die Passstraße über die Argonnen gegen die Invasionsarmee unter dem Herzog von Braunschweig. Als von Norden eine Umgehung durch ein österreichisches Korps unter Clerfait drohte, zog Dumouriez in der Nacht zum 14. September 1792 unbemerkt nach Süden ab, um sich mit einer zweiten Armee unter Kellermann zu vereinen. Braunschweig verfolgte ihn und eine Woche später brachten die Franzosen in der Kanonade von Valmy die Preußen zum Stehen.

## Sehenswürdigkeiten
- Schloss der Grafen von Joyeuse
- Kirche Saint-Médard mit den Gräbern der Grafen aus dem 17. Jahrhundert

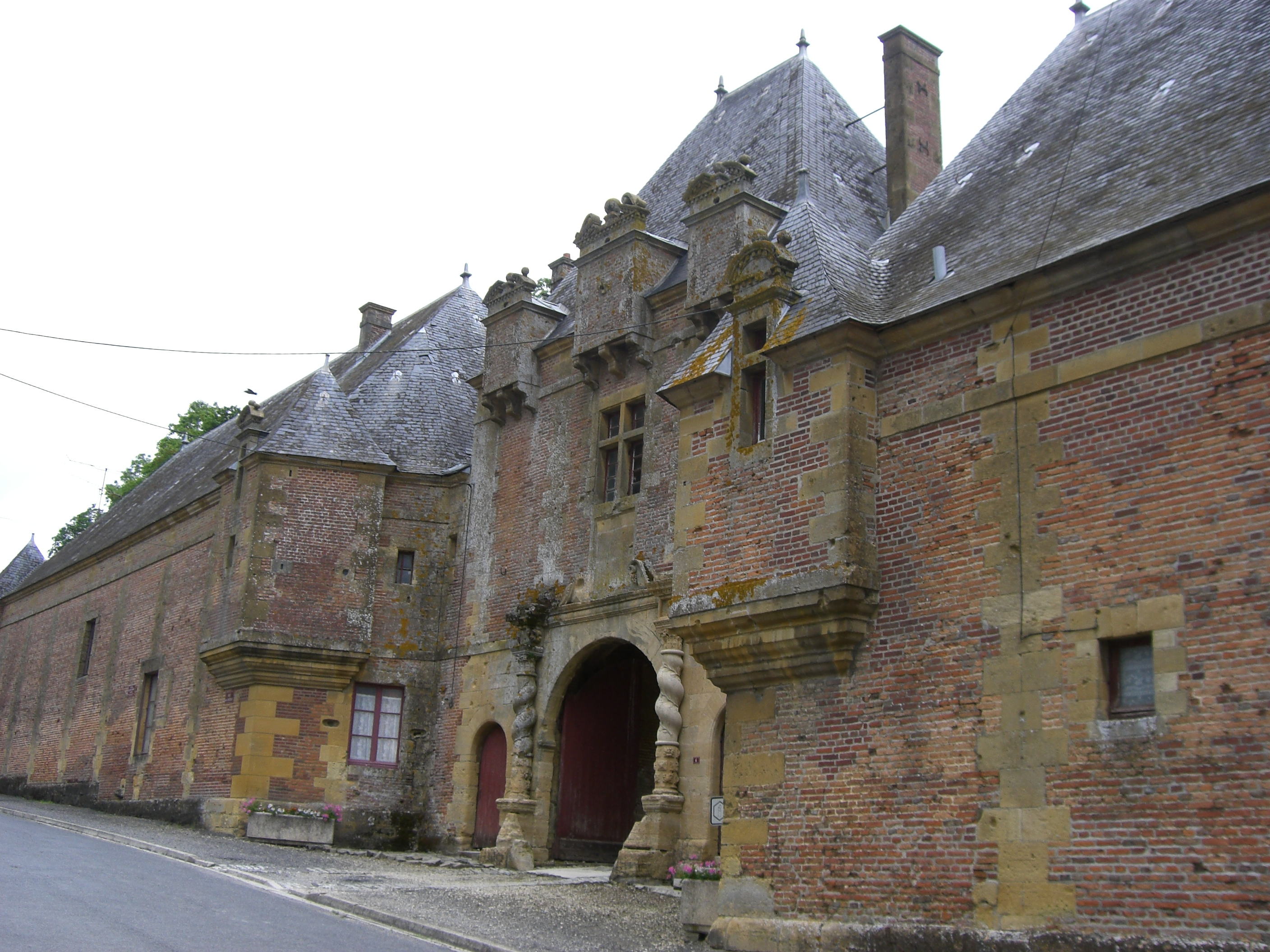
Château de Grandpré: „Porte de la Justice“
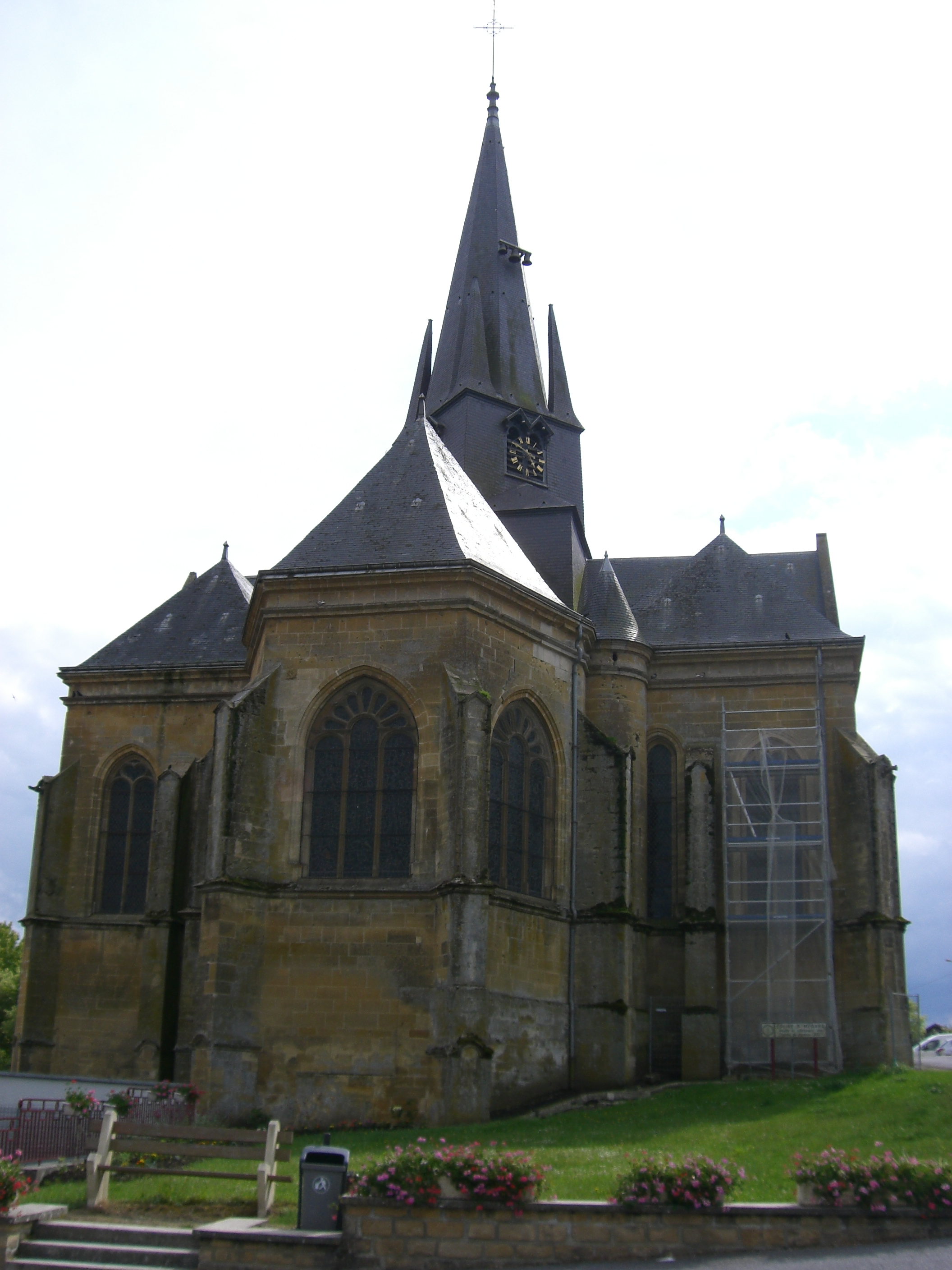
Kirche Saint-Médard

## Persönlichkeiten
- Jules Beaujoint, Schriftsteller